# Fernando VII de Espanha
Fernando VII (San Lorenzo de El Escorial, 14 de outubro de 1784 – Madrid, 29 de setembro de 1833), cognominado "O Desejado", foi rei da Espanha entre março e maio de 1808, momento das Abdicações de Baiona e, após a expulsão do "rei invasor" José I Bonaparte e seu retorno ao país, reinou novamente de maio de 1814 até sua morte, exceto pelo breve intervalo em 1823, quando ele foi destituído pelo Conselho da Regência durante o triênio liberal.
Filho e sucessor de Carlos IV e Maria Luísa de Parma, depostos por seus apoiadores no motim de Aranjuez, poucos monarcas desfrutaram de tal confiança e popularidade inicial por parte do povo espanhol. Forçado a abdicar em Baiona, passou a guerra da Independência como prisioneiro em Valençay, onde até mesmo chegou a pedir para ser filho adotivo de  Napoleão Bonaparte, pela seguinte carta: 
Meu maior desejo é ser o filho adotivo de SM, o imperador nosso soberano. Acredito que mereço essa adoção que realmente faria minha vida feliz, tanto por meu amor e carinho pela pessoa sagrada de SM, quanto por minha submissão e total obediência às suas intenções e desejos.
Apesar disso, ele continuou a ser reconhecido como o rei legítimo da Espanha pelos vários Conselhos do Governo, pelo Conselho da Regência e pelas Cortes de Cádis. Dado o avanço francês na península e o prolongado conflito, as Juntas da América Espanhola começaram a agir de forma mais autônoma, processo que levaria à independência de todos os territórios americanos, com exceção de Cuba e Porto Rico.
Após a derrota dos exércitos napoleônicos e a expulsão de José Bonaparte, Napoleão devolveu-lhe o trono da Espanha com o Tratado de Valençay. No entanto, o desejado logo se revelou um soberano absolutista e, em particular, como um dos que menos satisfaziam os desejos de seus súditos, que o consideravam uma pessoa sem escrúpulos, vingativa e traiçoeira. Cercado por um bando de bajuladores, sua política foi amplamente orientada para sua própria sobrevivência.
Entre 1814 e 1820, ele restaurou o absolutismo, revogando a Constituição de Cádis e perseguiu os liberais. Após seis anos de guerra, com o país e o Tesouro devastados, os sucessivos governos de Fernando não conseguiram melhorar a situação do país.
Em 1820, um pronunciamento militar iniciou o chamado triênio liberal, durante o qual a Constituição e os decretos de Cádis foram restaurados, produzindo uma nova desamortização. Como os liberais moderados foram substituídos pelos exaltados, o rei, que parecia respeitar o regime constitucional, conspirou para restaurar o absolutismo, o que foi alcançado após a intervenção dos Cem Mil Filhos de São Luís em 1823.
A última fase de seu reinado, a chamada Década Sinistra, caracterizou-se por uma repressão feroz dos exaltados, acompanhada por uma política absolutista moderada ou até mesmo liberal, que causou profundo descontentamento nos círculos absolutistas, que formaram um partido ao redor do irmão do rei, o infante Carlos Maria Isidro. A isto se somava o problema da sucessão, lançando as bases para a Primeira Guerra Carlista, que irromperia com a morte de Fernando e a ascensão ao trono de sua filha Isabel II, não reconhecida como herdeira pelo infante Carlos.

## Biografia

### Infância, educação e família

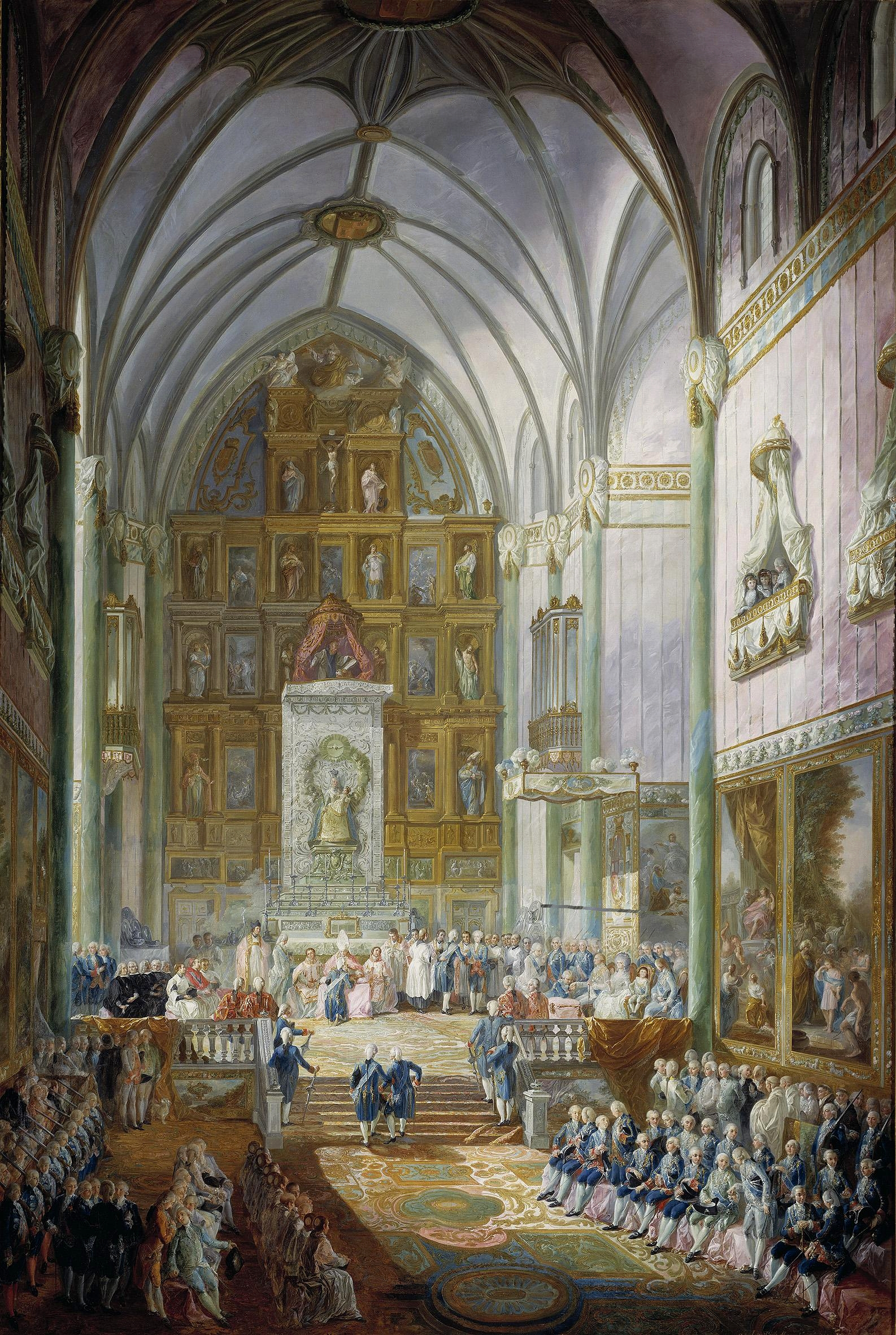
Juramento do futuro Fernando VII como príncipe das Astúrias, realizado na igreja do Real Mosteiro de São Jerônimo, em Madri, em 23 de setembro de 1789. Obra de Luis Paret e Alcázar, Museu do Prado, Madri.

Fernando de Bourbon veio ao mundo enquanto seu avô Carlos III estava vivo, em 14 de outubro de 1784, no Palácio de El Escorial. Era o nono dos quatorze filhos do príncipe Carlos, futuro Carlos IV e de Maria Luísa de Parma. De seus treze irmãos, oito morreram antes de 1800. Ele se tornou príncipe das Astúrias em seu primeiro mês, pois nessa data seu irmão mais velho Carlos morreu, com apenas catorze meses. O próprio Fernando sofreu uma doença grave aos três anos de idade e teve uma saúde delicada ao longo de sua vida. Quando criança, ele foi recluso e calado, com certa tendência à crueldade. Após a ascensão ao trono de seu pai em 1788, Fernando foi empossado como herdeiro da coroa pelas Cortes em uma cerimônia realizada no Mosteiro de São Jerônimo de Madri em 23 de setembro de 1789.
O tutor inicial do príncipe foi o padre Felipe Scio, religioso da Ordem de São José de Calasanz, um homem culto e inteligente que já era tutor das infantas. Com reputação de grande pedagogo, ele ensinou o príncipe a ler, escrever e gramática latina. Em 1795, o padre Scio foi nomeado bispo de Singuença e sua posição foi ocupada pelo cônego da catedral de Badajoz, Francisco Javier Cabrera, que acabara de ser proclamado bispo de Orihuela. O plano educacional do príncipe que Cabrera apresentou ao rei incluiu o aprofundamento em latim e o estudo das "outras línguas vivas que eram do gosto real da VM", bem como a História da Espanha, Geografia e Cronologia, mas o fundamental seria a educação "em matéria de religião", "tão necessária ao governo dos Estados e sua subsistência", já que "todo o poder do príncipe sobre seus súditos vem de Deus". Ele também considerou fundamental a prática "daquelas virtudes heroicas que tornam os reis amados por Deus e seus vassalos", uma proposta que coincidia com o ideal educacional dos espanhóis iluminados. A proposta de que o bispo Cabrera substitua o padre Felipe Scio foi obra do favorito Manuel Godoy, que também colocou ao lado do príncipe outro compatriota de Badajoz, o também ilustrado cônego Fernando Rodríguez de Ledesma, encarregado de lhe ensinar Geografia e História, mas isso durou pouco tempo devido a um grave ataque de gota, sendo substituído pelo cônego Juan Escoiquiz, também por proposta de Godoy. Como professor de desenho, Cabrera nomeou o pintor Antonio Carnicero e, de latim e filosofia, o padre Cristóbal Bencomo y Rodríguez, que junto com Escoiquiz foi o professor mais apreciado pelo príncipe, além de se tornarem as pessoas que mais o influenciaram.

### Oposição a Godoy

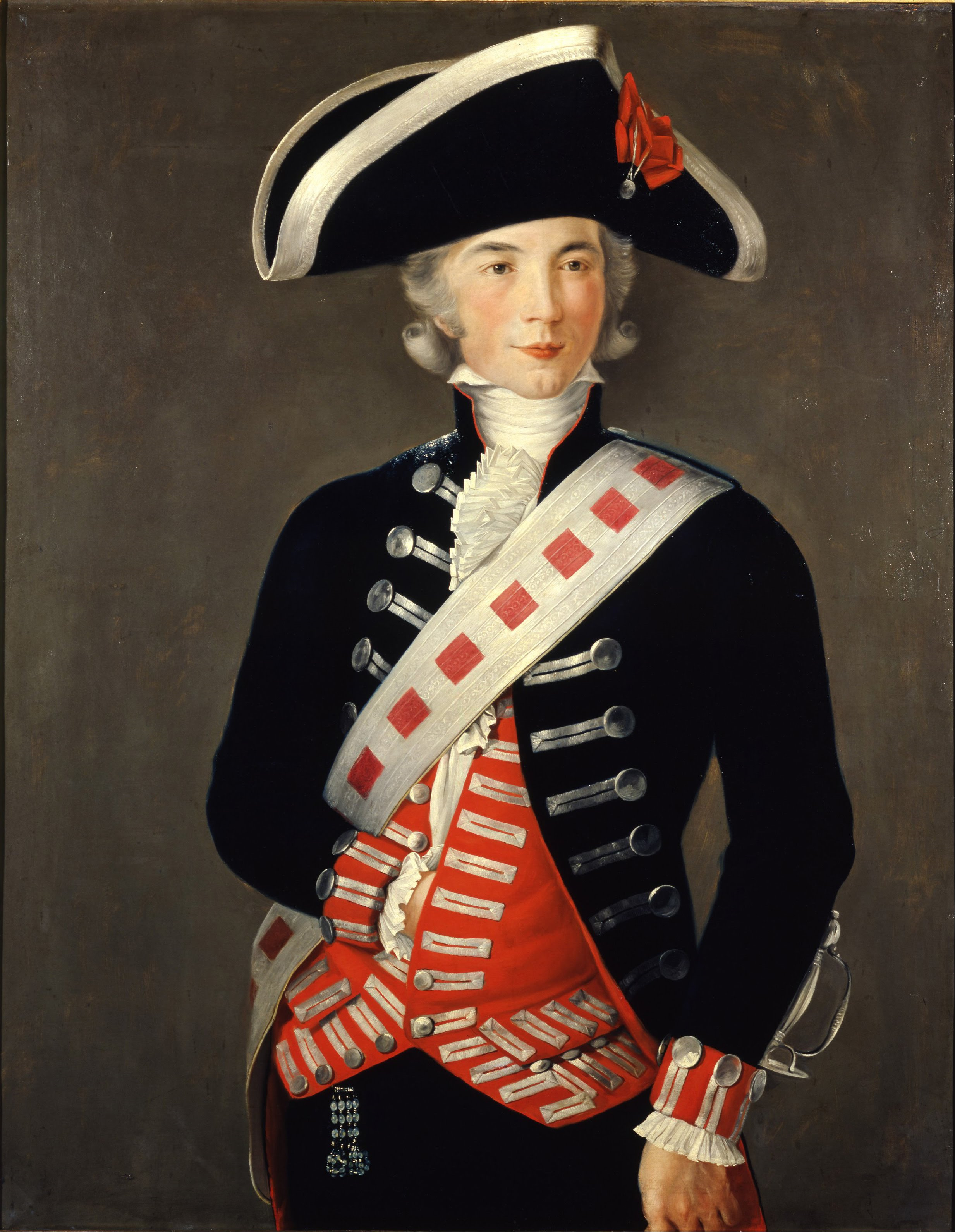
O jovem Manuel Godoy, por Francisco Folch, usando um uniforme da Guarda de Corps. Por sua relação com a rainha Maria Luísa, Godoy, que não vinha de nenhuma família nobre, conseguiu assumir a posição de válido na corte do rei Carlos IV, o que desagradou parte da nobreza espanhola.

Em 1799, o bispo Cabrera morreu, sendo substituído por Escoiquiz como tutor do príncipe. Isso, junto com o novo tutor da sala de Fernando, o duque de São Carlos, que substituíra o ano anterior ao primeiro tutor do príncipe, o marquês de Santa Cruz , cuidou de indispor Fernando com Godoy, que acabara de perder seu cargo de poder, embora dois anos depois ele o recuperasse — Escoiquiz, logo que Godoy caiu, a quem lisonjeava em obter a posição que tinha na educação do príncipe das Astúrias, apressou-se a escrever um apelo severo contra o intitulado Memória sobre Interesse do Estado na eleição de bons ministros. Um dos argumentos falsos que Escoiquiz usou para denegrir Godoy foi que, após seu casamento com Maria Teresa de Bourbon e Vallabriga, sobrinha do rei, aspirava ocupar o trono após a morte de Carlos IV. No entanto, logo depois, Escoiquiz e o duque de São Carlos foram destituídos de seus cargos como professores do príncipe e como seu quarto intendente, respectivamente, por ordem do rei Carlos IV. O cargo passou para o duque da Rocha, um homem de confiança de Manuel Godoy.
Encorajado por sua jovem esposa Maria Antônia de Nápoles, com quem se casou em 1802 aos dezoito anos, o príncipe Fernando confrontou Manuel Godoy e sua mãe, a rainha Maria Luísa, com quem a princesa Maria Antônia teve um péssimo relacionamento pessoal — sua animosidade era mútua; Maria Luísa escreveu certa vez a Godoy: «O que vamos fazer com o ladrilho diabólico da minha nora e a covardia agressiva do meu filho?». Não foi muito difícil para Maria Antônia conquistar a vontade do marido, entre outras razões, porque ela não tinha nenhuma simpatia por Godoy, nem suas relações com a mãe eram muito boas. Foi assim que o chamado "partido napolitano" em torno dos príncipes das Astúrias surgiu na corte de Madri e em que o embaixador do Reino de Nápoles, o conde de São Teodoro e sua esposa, além de vários nobres espanhóis importantes, como o marquês de Valmediano, seu cunhado o duque de São Carlos, o conde de Montemar e o marquês de Ayerbe. Este "partido napolitano" começou a lançar todo tipo de atos insidiosos contra Godoy e contra a rainha Maria Luísa, que a rainha-mãe de Nápoles, Maria Carolina, instigadora das ações de sua filha, estava espalhando pela Europa. A reação de Godoy foi esmagadora: em setembro de 1805, ele ordenou a expulsão da corte de vários nobres do ambiente dos príncipes das Astúrias, incluindo o duque de Infantado e a condessa de Montijo. O golpe final foi dado por Godoy meses depois, quando, entre outras medidas, expulsou o embaixador de Nápoles e sua esposa da Espanha, pouco depois no final de dezembro de 1805 o reino de Nápoles foi conquistado por Napoleão e a rainha Maria Carolina destronada, tendo a principal referência política dos príncipes das Astúrias desaparecido com isso.
Em maio de 1806, a princesa das Astúrias morreu, mas isso não impediu Fernando de continuar clandestinamente sua atividade política, contando com seu ex-tutor, o cônego Escoiquiz, e o duque de São Carlos, que chefiava um grande grupo de nobres que se opunham a Godoy. Foi assim que o "partido napolitano" se tornou o "partido fernandino", que segundo o historiador Sánchez Mantero era herdeiro do antigo "partido aragonês". A nobreza descontente tentou usar a figura do príncipe, preferida por Godoy, como núcleo de agrupamento dos malquistos com o favorito real. Embora boa parte dos nobres que apoiavam o príncipe reivindicassem apenas a queda de Godoy, as ambições de Fernando e seu círculo mais próximo foram direcionadas para conquistar o trono o mais rápido possível, independentemente do destino do rei Carlos IV. Por esse motivo, continuaram com a campanha de difamação contra Godoy e contra a rainha Maria Luísa, a quem consideravam o principal obstáculo a esse plano, uma vez que era o principal apoio de Godoy. Com o pleno consentimento e participação do príncipe Fernando, eles continuaram com uma campanha grosseira contra Godoy e a rainha, espalhando rumores principalmente de cunho sexual, mostrando a rainha Maria Luísa como uma pessoa depravada e luxuriosa.
A queda dos Bourbons napolitanos por Napoleão e a morte da princesa das Astúrias levaram a uma mudança no alinhamento das frações espanholas em relação ao imperador francês. A possibilidade de Fernando se casar com um parente desse fez o príncipe negociar com Napoleão, que, por sua vez, parou de se apoiar em Godoy, como havia feito entre 1804 e 1806. Fernando estava pronto para se humilhar diante do imperador para conseguir seu favor e ajudar a se livrar de Godoy. As negociações promovidas pelo embaixador francês para Fernando para contratar seu segundo casamento com uma dama da dinastia Bonaparte coincidiram em 1807 com a piora da saúde de Carlos IV. O príncipe das Astúrias queria garantir a sucessão e acabar com o válido. Godoy e o partido Fernandino tiveram seu primeiro confronto. Devido a uma denúncia, o enredo foi descoberto e Fernando tentou o que é conhecido como processo de El Escorial. O príncipe denunciou todos os seus colaboradores e pediu perdão aos pais. A corte absolveu o outro acusado, mas o rei, injusta e desajeitadamente, no julgamento de Alcalá Galiano, ordenou o exílio de todos eles.

### A primeira chegada ao trono e as abdicações de Baiona

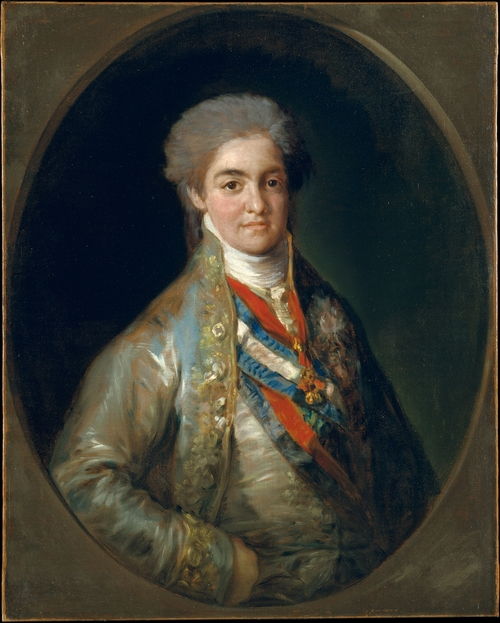
Fernando VII como príncipe das Astúrias, obra de Goya.

Pouco depois, em março de 1808, na presença de tropas francesas na Espanha (respaldadas pelo Tratado de Fontainebleau), a corte mudou-se para Aranjuez, como parte do plano de Godoy de transferir a família real para a América da Andaluzia se a intervenção francesa assim exigisse. No dia 17, a cidade, instigada pelos apoiadores de Fernando, invadiu o palácio de Godoy. Embora Carlos IV tenha conseguido salvar a vida de seu favorito, ação em que Fernando desempenhou um papel crucial, ele abdicou em favor de seu filho no dia 19, doente, desanimado e incapaz de enfrentar a crise. Esses eventos são conhecidos como motins de Aranjuez. Pela primeira vez na história da Espanha, um rei foi deslocado do trono pelas maquinações de seu próprio filho, com a colaboração de uma revolta popular.
Fernando voltou ao tribunal, onde foi aclamado pelo povo de Madri, que comemorou não apenas seu advento, mas também a queda de Godoy. Em outras partes do país, também foi comemorada a mudança de rei, o que era esperado para corrigir a situação. Fernando se apressou a formar um novo governo, composto por seus apoiadores, e a proibir os seguidores de Godoy. No entanto, as tropas francesas sob Murat já haviam ocupado a capital no dia anterior, 23 de março.

### Os monarcas com Napoleão
O rei deposto e sua esposa se colocaram sob a proteção de Napoleão e foram guardados pelas tropas de Murat que, por sua vez, esperava ser nomeado rei da Espanha pelo imperador, que, no entanto, tinha outros planos. Ele enviou um colaborador de sua mais alta confiança, General Savary, para comunicar a Murat sua decisão de conceder o trono da Espanha a um de seus irmãos e levar toda a família real e Godoy para a França, pouco a pouco. Foi Savary quem convenceu Fernando da conveniência de ir ao encontro do imperador que viajava de Paris a Madri, com o qual o rei concordou na esperança de que Napoleão o reconhecesse e o apoiasse como rei da Espanha. Antes de partir, Fernando nomeou um Conselho de Administração para gerenciar os assuntos do Estado em sua ausência. Inicialmente, o encontro seria realizado em Madri, mas Napoleão, citando assuntos imprevistos de grande urgência, estabeleceu lugares mais ao norte, para encurtar o tempo de viagem da França: a Fazenda de São Ildefonso, Burgos e São Sebastião. Finalmente, Fernando VII veio a Baiona; Para garantir que ele viesse, os franceses usavam a ameaça velada de não reconhecer a abdicação de Carlos IV e de ajudá-lo contra Fernando. Então, em 20 de abril, os reis cruzaram a fronteira. Embora ainda não soubesse, acabara de ser preso. Foi o começo de um exílio que duraria seis anos. Uma prisão oculta, em um palácio de cuja vizinhança ele não podia sair e com a promessa, sempre adiada, de receber grandes quantias de dinheiro. Carlos IV havia abdicado em favor de Fernando VII em troca da libertação de Godoy, e Napoleão também o convidara para Baiona, com a desculpa de conseguir que Fernando VII lhe permitisse retornar à Espanha e recuperar sua fortuna, que lhe fora confiscada. Diante da perspectiva de encontrar o favorito e interceder em nome deles, os reis pais também pediram para comparecer à reunião. Acompanhados por tropas francesas, chegaram a Baiona em 30 de abril. Dois dias depois, em Madri, o povo se levantaria em armas contra os franceses, dando origem aos eventos de 2 de maio de 1808, que marcam o início da guerra de independência espanhola.

Três de Maio de 1808 em Madrid: os fuzilamentos na montanha do Príncipe Pío, por Francisco de Goya. Museu do Prado.

Enquanto isso, a situação em Baiona estava assumindo tons grotescos. Napoleão impediu a chegada de Godoy até que tudo estivesse consumado, para que ele não pudesse aconselhar a família real espanhola, que provou ser extremamente desajeitada. Ele disse a Fernando VII que a renúncia de seu pai ao trono, produzida após o motim de Aranjuez, foi anulada por ter sido feita sob coação, por isso exigiu que retornasse ao trono. A mãe, Maria Luísa, pedira a Napoleão que o matasse pelo que ele havia feito a Godoy, ela e o marido. Napoleão forçou Carlos IV a ceder seus direitos ao trono em troca de asilo na França para ele, sua esposa e seu favorito, Godoy, além de uma pensão. Como ele havia abdicado anteriormente em favor de seu filho, ele considerou que nada estava cedendo. Quando as notícias do levante de Madri e sua repressão chegaram a Baiona, Napoleão e Carlos IV pressionaram Fernando a reconhecer seu pai como rei legítimo. Em troca, ele recebia um castelo e uma pensão, que nunca recebia na íntegra. Ele aceitou 6 de maio de 1808, ignorando o fato de que seu pai já tinha renunciado em favor do imperador. Finalmente, Napoleão concedeu os direitos à coroa da Espanha a seu irmão mais velho, que reinaria sob o nome de José I Bonaparte. Esta sucessão de transferências da coroa espanhola é conhecida como "Abdicações de Baiona".
Não foi apenas uma mudança dinástica. Em uma proclamação aos espanhóis em 25 de maio, Napoleão declarou que a Espanha estava enfrentando uma mudança de regime com os benefícios de uma Constituição sem a necessidade de uma revolução anterior. Napoleão convocou em Baiona uma assembleia de notáveis espanhóis, a Junta espanhola de Baiona. Embora a assembleia tenha fracassado para Napoleão (apenas setenta e cinco dos cento e cinquenta notáveis planejados compareceram), em nove sessões debateram seu projeto e, com poucas retificações, aprovaram o Estatuto de Baiona em julho de 1808.
Enquanto isso, Fernando VII viu como o imperador nem se incomodou em cumprir seu acordo e internou o ex-soberano, junto com seu irmão Carlos María Isidro e seu tio Antonio Pascoal, no castelo Valençay, de propriedade de Carlos Maurício de Talleyrand, príncipe de Benevento, ex-bispo, e então ministro das Relações Exteriores de Napoleão, com quem conspirou o golpe de estado que o levou ao poder. Ele os recebeu lá em 10 de maio. Valençay era uma propriedade rústica ao lado de uma cidade de cerca de dois mil habitantes, isolada no centro da França, a cerca de trezentos quilômetros de Paris. Fernando permaneceria em Valençay até o final da Guerra da Independência. No entanto, suas condições de cativeiro não eram muito severas; o rei e seu irmão receberam aulas de dança e música, foram passear a cavalo ou pescar e organizaram danças e jantares. Eles tinham uma boa biblioteca, mas o infante Dom Antonio Pascoal colocou todos os impedimentos possíveis para que não lessem livros franceses que pudessem exercer uma influência ruim sobre seus jovens sobrinhos. No entanto, em 1º de setembro do mesmo ano, a partida de Talleyrand e a recusa de Bonaparte de cumprir as estipulações relativas a suas despesas — quatrocentos mil francos por ano mais a renda do castelo de Navarra, na Alta Normandia- Eles tornaram sua linha de vida cada vez mais austera, reduzindo a servidão ao mínimo. Fernando não apenas tentou escapar do cativeiro, mas também contratou um barão irlandês enviado pelo governo britânico para ajudá-lo a escapar.
Acreditando que nada poderia ser feito contra o poder da França, Fernando tentou unir seus interesses aos de Bonaparte e manteve uma correspondência servil com o corso, a ponto de ele, em seu exílio de Santa Helena, se lembrar da atuação do monarca espanhol: 
Fernando ficava me pedindo uma esposa de minha escolha: ele me escrevia espontaneamente para me satisfazer sempre que eu obtinha alguma vitória; emitiu proclamações aos espanhóis a submeter e reconheceu José, que talvez se considerasse filho de força, sem ser um; mas ele também me pediu sua grande banda, ofereceu a seu irmão Don Carlos que comandasse os regimentos espanhóis que foram para a Rússia, tudo o que ele não tinha precisão alguma para fazer. Em suma, ele insistiu que eu o deixasse ir à minha corte de Paris, e se eu não me desse a um show que atraísse a atenção da Europa, testando assim toda a estabilidade do meu poder, era porque a gravidade de circunstâncias me tiraram do Império, e minhas frequentes ausências da capital não proporcionaram nenhuma ocasião.
Sua humilhação servil levou-o a organizar uma festa luxuosa com um brinde, banquete, concerto, iluminação especial e um Te Deum solene por ocasião do casamento de Bonaparte com Maria Luisa da Áustria em 1810. Quando o corso reproduziu a correspondência que Fernando o enviou ao Le Moniteur , para que todos, principalmente os espanhóis, pudessem ver sua performance, ele se apressou em agradecer descaradamente ao imperador por ter divulgado publicamente seu amor por ele.
No entanto, a condição do prisioneiro de Napoleão criou em Fernando o mito do desejo, uma vítima inocente da tirania de Napoleão. Em 11 de agosto, o Conselho de Castela invalidou as abdicações de Baiona, e em 24 de agosto, Fernando VII foi proclamado rei à revelia em Madri. As Cortes de Cádis, que redigiram e aprovaram a Constituição de 1812, em nenhum momento eles questionaram a pessoa do monarca e o declararam o único e legítimo rei da nação espanhola. Seguindo o exemplo das Cortes de Cádis, foram organizados Conselhos Governamentais provisórios na maioria das cidades dos territórios da América, que começaram desconsiderando a autoridade napoleônica e, posteriormente, aproveitando a situação e declarando sua total independência do Império Espanhol, iniciando assim as guerras de independência hispano-americanas.

### O retorno de "o Desejado"

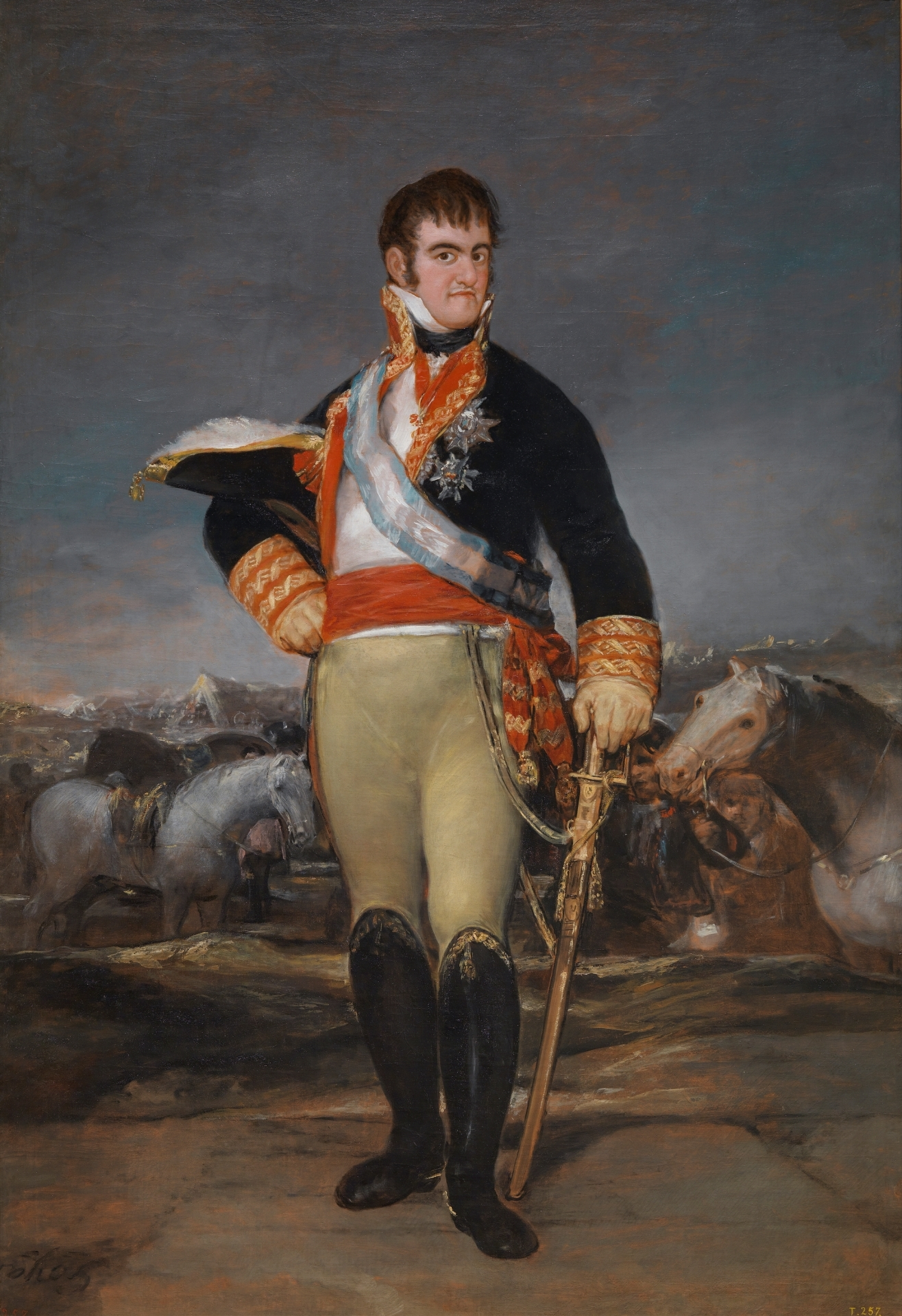
Fernando VII em um acampamento, por Francisco Goya.

Em julho de 1812, o duque de Wellington, à frente de um exército anglo-hispânico e operando em Portugal, derrotou os franceses em Salamanca, expulsando-os da Andaluzia e ameaçando Madri. Embora os franceses contra-atacassem, uma retirada adicional das tropas francesas da Espanha após a campanha catastrófica na Rússia no início de 1813 permitiu que as tropas aliadas expulsassem permanentemente José Bonaparte de Madri e derrotassem os franceses em Vitória e San Marcial. José Bonaparte deixou o país e Napoleão se preparou para defender sua fronteira sul até conseguir negociar uma saída.
Fernando, vendo que a estrela de Bonaparte estava finalmente começando a declinar, arrogantemente recusou-se a lidar com o governante da França sem o consentimento da nação espanhola e da Regência. Mas temendo que houvesse um surto revolucionário na Espanha, ele concordou em negociar. Pelo Tratado de Valençay, em 11 de dezembro de 1813, Napoleão reconheceu Fernando VII como rei, que recuperou o trono e todos os territórios e propriedades da Coroa e seus súditos antes de 1808, tanto no território nacional como no estrangeiro; em troca, ele concordou em paz com a França, o despejo dos britânicos e sua neutralidade no que restava da guerra. Ele também concordou em perdoar os apoiadores de José I, os ''afrancesados''.
Embora o tratado não tenha sido ratificado pela Regência, Fernando VII foi libertado, ele recebeu um passaporte em 7 de março de 1814, deixou Valençay no dia 13, viajou para Toulouse e Perpinhão, atravessou a fronteira espanhola e foi recebido em Figueras pelo general Copons oito dias depois, em 22 de março. Fernando voltou à Espanha sem um plano político claro, expectante diante da situação que seria encontrada após sua longa ausência, mas com uma atitude claramente contrária às reformas incorporadas na Constituição de 1812 que, embora reservassem o exercício do poder executivo, eles o privaram da legislatura — que era reservada às Cortes — e da soberania — que era atribuída à nação e não ao monarca.
Em relação à Constituição de 1812, o decreto das Cortes de 2 de fevereiro de 1814 havia estabelecido que "o rei não será reconhecido livremente e, portanto, a obediência não será paga até que, no Congresso Nacional, faça o juramento prescrito no artigo 173 da Constituição ».  Fernando VII se recusou a seguir o caminho marcado pela Regência, passou por Gerona, Tarragona e Reus, desviado para Saragoça, onde passou a Páscoa a convite de Palafox, foi para Teruel e entrou em Valência em 16 de abril. Ali estava lhe esperando o cardeal arcebispo de Toledo, Luís de Bourbon, presidente da Regência e favorável às reformas liberais de 1812, junto a uma representação das Cortes de Cádis presidida por Bernardo Mozo de Rosales, encarregada de entregar ao rei um manifesto assinado por 69 deputados absolutistas. O chamado Manifesto Persa, que defendia a supressão da Câmara de Cádis e justificava a restauração do Antigo Regime. Em 17 de abril, o general Elío, comandando o Segundo Exército, colocou suas tropas à disposição do rei e o convidou a recuperar seus direitos. Foi o primeiro pronunciamento na história da Espanha.

Em 4 de maio de 1814, Fernando VII publicou um decreto escrito por Juan Pérez Villamil e Miguel de Lardizabal,  que restaurou a monarquia absoluta e anulou todo o trabalho das Cortes de Cadiz:
[…] minha verdadeira intenção não é apenas não jurar ou concordar com a referida Constituição, nem com qualquer decreto das Cortes, […] mas declarar que a Constituição e esses decretos são nulos e sem valor e sem valor, agora nem em nenhum momento, como se tais atos nunca tivessem acontecido e tivessem sido removidos do meio do tempo, e sem obrigação em minhas cidades e súditos de qualquer tipo e condição de cumpri-los ou mantê-los. Modesto Lafuente (1869), História Geral da Espanha, volume XXVI, 2ª ed.
Depois de se recuperar de um ataque de gota, o rei deixou Valência para Madri em 5 de maio. Ele havia nomeado Francisco de Eguía, firme absolutista, capitão geral de Castilla la Nueva, que foi à frente do partido real e encarregou-se de organizar a repressão na capital, prendendo os deputados e abrindo espaço para a entrada triunfante do monarca. Depois que os membros da Regência, os ministros e os apoiadores da soberania nacional foram presos, o golpe de Estado foi consumado nas primeiras horas de 11 de maio com a dissolução das Cortes exigidas por Eguía e realizado sem oposição por seu presidente Antonio Joaquín Pérez, um dos signatários do Manifesto Persa.
Em 13 de maio, Fernando VII, que permaneceu em Aranjuez desde o dia 10 enquanto aguardava eventos, finalmente entrou em Madri triunfante.

## Reinado

### Primeiro sexênio absolutista

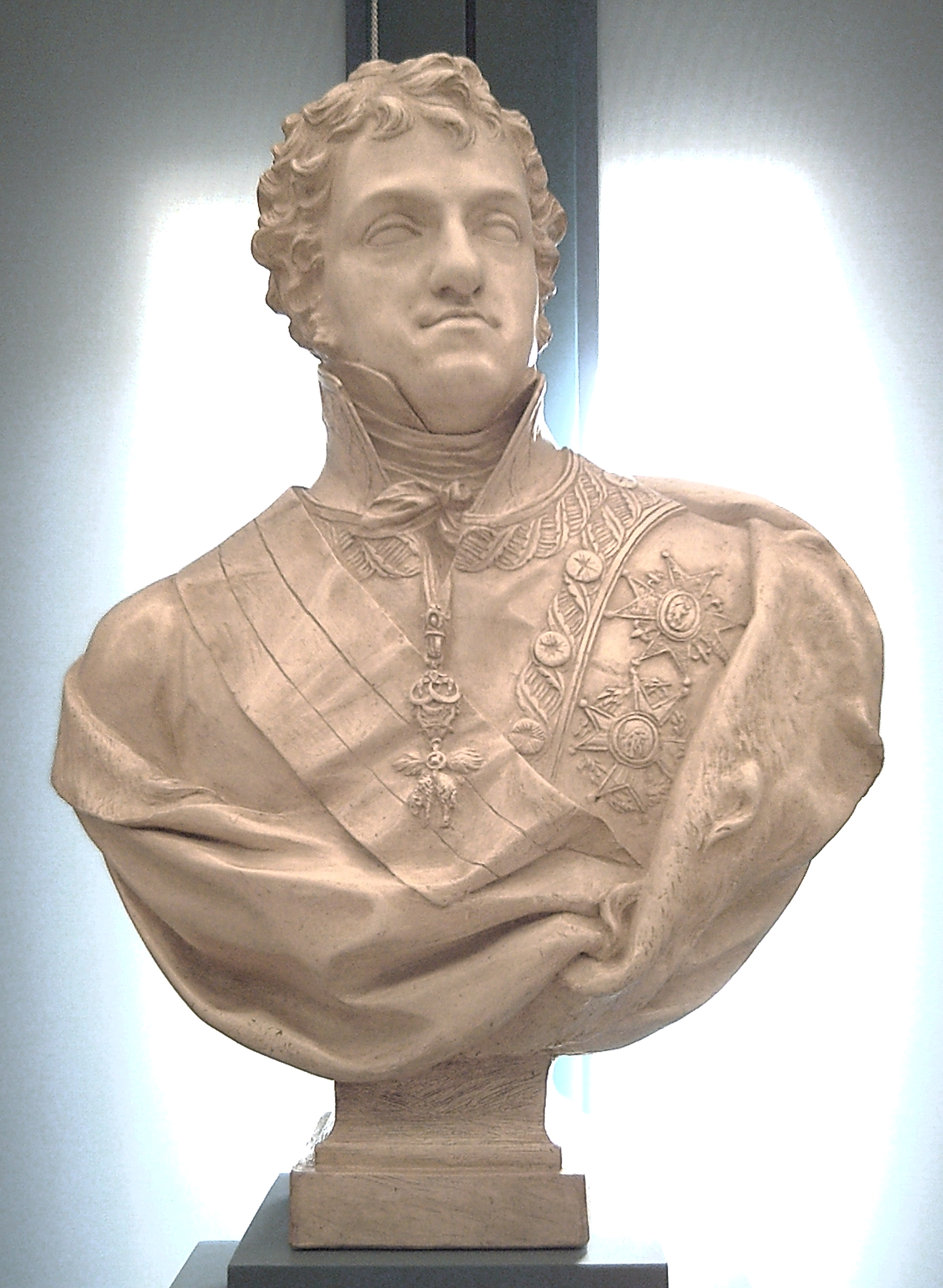
Busto oficial de Fernando VII, por F. Elías (Real Academia de Belas-Artes de São Fernando, Madri).

Durante a primeira etapa do reinado, entre os anos de 1814 e 1820, o rei restaurou o absolutismo que existia antes do período constitucional. A tarefa que esperava Fernando era extremamente complexa. A economia do país havia sofrido grandes estragos e a isso se deve acrescentar a divisão política da população. O país estava em miséria e havia perdido toda a sua importância internacional. A nação, que havia perdido um milhão de habitantes dos doze que havia na época, havia sido devastada por longos anos de luta. Além das difíceis comunicações com a América, que já estavam sofrendo no final do século anterior, foi adicionada uma profunda deflação, causada principalmente pela guerra contra os franceses e pela independência dos territórios americanos. A perda destes teve duas consequências principais: exacerbar a crise econômica (devido à perda de produtos americanos, o metal por moeda e o mercado que eles significavam para os produtos ibéricos) e retirar o reino de sua importância política, relegando-o a um status de potência de segunda ordem. Apesar de ter contribuído substancialmente para a derrota de Napoleão, a Espanha teve um papel secundário no Congresso de Viena e os tratados de Fontainebleau e Paris. Fernando teria que ter ministros excepcionalmente capazes de colocar ordem em um país devastado por seis anos de país guerra, mas só tinha um par de estadistas de determinado tamanho. Nem ele próprio demonstrou estar a altura de combater dos problemas muito graves que afligem o país. A instabilidade do governo era constante e as falhas na solução adequada dos problemas determinavam as contínuas mudanças ministeriais. A introdução do protecionismo para tentar promover a indústria nacional favoreceu o crescimento espetacular do contrabando, realizado em todas as fronteiras e, especialmente, em Gibraltar. Somado a diminuição do comércio ainda se acrescentava a má situação da agricultura e da indústria. Uma das razões do atraso agrícola foi a estrutura da propriedade agrária — além dos estragos da guerra -, que não mudou durante o reinado de Fernando. Os métodos de cultivo também não melhoraram. A produção, no entanto, geralmente se recuperou rapidamente, embora os preços agrícolas não o fizessem, causando dificuldades aos camponeses, obrigados a pagar aluguéis e impostos onerosos. Nessa época, o cultivo de milho e batata se espalhou. A pecuária também foi bastante afetada pela guerra, e o rebanho de ovelhas foi significativamente reduzido, o que afetou a indústria têxtil e a falta de capital. Essa indústria também perdeu sua principal fonte de suprimento de algodão quando os territórios americanos se tornaram independentes, o que também privou a indústria do tabaco de matérias-primas. Economicamente, o reinado de Fernando foi caracterizado por prostração e crise, também favorecidas pela imobilidade do governo, que dificilmente aplicou certos ajustes fiscais.
Apesar das dificuldades econômicas contínuas, a população cresceu, embora de maneira muito desigual. Estima-se que no primeiro terço do século tenha aumentado em pelo menos um milhão e meio de habitantes, apesar dos efeitos das guerras. A população escassa, em comparação com outras nações europeias, também estava concentrada em centros urbanos, com áreas rurais quase desertas, situação que chocou observadores estrangeiros. Não houve, porém, profunda transformação da sociedade ou a introdução da igualdade teórica perante a lei. Durante o reinado de Fernando, a estrutura social do Antigo Regime e a divisão da população em propriedades que lhe eram características foram fundamentalmente mantidas. A nobreza e o clero eram numericamente pequenos e a maior parte da população era composta pelas poucas classes médias e pelo abundante campesinato. Mais da metade da população estava envolvida na época nos campos e apenas uma décima parte do artesanato e da indústria. O número de artesãos foi reduzido, as guildas desapareceram e o proletariado industrial começou a aparecer.
O primeiro sexênio do reinado foi um período de perseguição aos liberais, que, apoiados pelo Exército, a burguesia e organizações secretas como a Maçonaria, tentaram se levantar várias vezes para restabelecer a Constituição. Suas tentativas fracassaram repetidamente, uma vez que os liberais eram poucos e tinham pouca força. Eles contavam, no entanto, com a colaboração de numerosos guerrilheiros, graduados ou diferidos no pequeno exército do pós-guerra. O apoio da burguesia deveu-se, por sua vez, ao desejo de reformas sociais e econômicas que promovessem a ascensão do mercado espanhol quando as colônias americanas estivessem quase perdidas; o florescimento da demanda doméstica foi considerado essencial para relançar a atividade industrial e comercial. A pequena burguesia, portanto, defendia a reforma da propriedade camponesa, para tirar o campo da ruína e que os agricultores substituíssem as fontes perdidas de demanda; isso se opunha ao conservadorismo do rei, que tentou manter a situação de 1808. Apesar de Fernando VII ter prometido respeitar os afrancesados, assim que chegou, ele baniu todos aqueles que ocupavam cargos de qualquer espécie na administração de José I. Por decisão do monarca e pelas costas do governo, o país entrou a Santa Aliança.
Durante o período, a imprensa livre, as delegações constitucionais e os municípios desapareceram e as universidades foram fechadas. A organização sindical foi restabelecida e as propriedades confiscadas foram devolvidas à Igreja.

### Triunfo temporário dos liberais e do governo constitucional
Em janeiro de 1820, houve uma revolta entre as forças expedicionárias estacionadas na península que tiveram que partir para a América para reprimir a insurreição das colônias espanholas. Embora esse pronunciamento, liderado por Rafael de Riego, não tenha sido bem-sucedido, o governo também não conseguiu reprimi-lo e logo depois uma sucessão de levantes começou na Galiza e se espalhou por toda a Espanha. Fernando VII foi obrigado a jurar fidelidade à Constituição em Madri em 10 de março de 1820, com a frase histórica: 
Vamos marchar francamente, e eu o primeiro, pelo caminho constitucional.
O colapso do regime absolutista deveu-se mais à sua própria fraqueza do que à força dos liberais. Em seis anos, ele foi incapaz de modernizar as estruturas estatais e aumentar os recursos financeiros sem alterar as estruturas sociais ou abolir os privilégios, uma meta proposta em 1814. Assim começou o Triênio Liberal ou Constitucional. A submissão de Fernando à Constituição e o poder dos liberais era, no entanto, contrário à sua vontade. A rejeição destes foi acentuada durante o triênio em que as duas partes tiveram que compartilhar o poder.
Durante o Triênio, foram propostas medidas contra o absolutismo e a Inquisição e os senhorios foram suprimidos. No entanto, embora o rei parecesse respeitar o regime constitucional, ele secretamente conspirou para restaurar o absolutismo. Ele também usou os poderes constitucionais para impedir a aprovação de reformas que os liberais queriam implementar. O objetivo do rei foi, durante toda esta fase, para recuperar o poder perdido em 1820.
Por sua vez, os liberais mostraram seu amadorismo nos assuntos do Estado e uma confiança errônea de que a restauração da Constituição acabaria por si só as aspirações de independência na América. Com o rei, eles mantinham um relacionamento constante de desconfiança mútua. Dentro dela, logo surgiram divisões entre os moderados e os exaltados; os primeiros tendiam a ter mais experiência, idade e cultura, enquanto os últimos tinham desempenhado um papel de destaque no triunfo liberal de 1820. Os primeiros se estabeleceram em reformas menores e estavam mais dispostos a colaborar com as antigas classes dominantes, enquanto o último ansiava por mais mudanças. Essa divisão complicou a tarefa governamental dos liberais. Outro obstáculo ao trabalho deles era a inclinação ao absolutismo da maior parte das pessoas comuns, principalmente analfabetas. O principal adversário do governo constitucional, além dos eclesiásticos, era o campesinato, que constituía setenta e cinco por cento da população espanhola, apegado a tradições e instituições antigas e prejudicado por algumas medidas dos liberais. Os monarquistas organizaram movimentos de guerrilha semelhantes aos que existiram durante a guerra contra os franceses e organizaram algumas revoltas, tão mal planejadas e tão fracassadas quanto as dos liberais do período anterior de seis anos. Seus partidos, que se multiplicaram em 1822, tinham mais apoio popular do que os movimentos liberais, assumiram uma posição fundamentalmente reacionária e perseguiram o exército regular.
Em relação à economia, os governos liberais também não tiveram mais sorte do que os absolutistas, devido à sua curta duração e à natureza utópica das medidas que tentaram aplicar.

### Intervenção dos poderes e restauração absolutista
Artigo principal: Cem mil filhos de São Luís

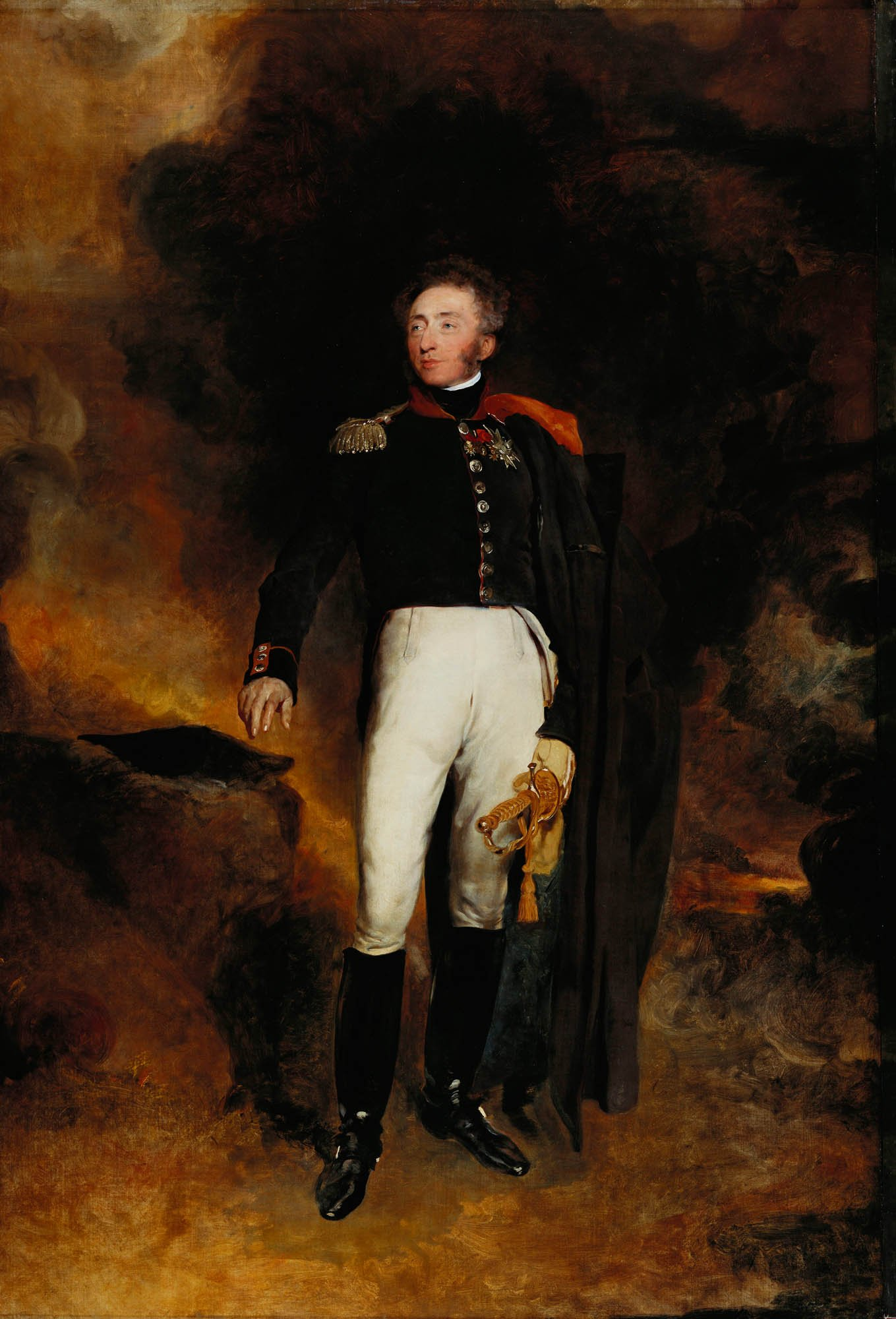
Luís Antônio, Duque de Angoulême, por Thomas Lawrence. Era sobrinho do então rei francês Luís XVIII e filho do futuro rei Carlos X.

O monarca instou as potências europeias, principalmente a França e a Rússia, a intervir na Espanha contra os liberais. Após o Congresso de Verona, os poderes de fato pediram ao governo espanhol que renunciasse à Constituição, um pedido que foi rejeitado totalmente. Essa rejeição finalmente permitiu que a França, que procurara em vão por uma solução política e não militar, invadisse a Espanha em uma operação bem planejada para evitar requisições e saques da invasão napoleônica anterior. O comando foi entregue ao duque de Angoulême, sobrinho do soberano francês. Finalmente, a intervenção do exército francês da «Cem Mil Filhos de São Luís»- em número inferior, mas melhor organizados que os espanhóis -, sob os auspícios da Santa Aliança, restabeleceram a monarquia absoluta na Espanha (outubro de 1823).
A campanha francesa, iniciada em abril, foi rápida e eficaz e encontrou apenas uma forte resistência na Catalunha. O rei foi arrastado pelos liberais em seu vão retiro ao sul e, em oposição a deixar Sevilha e partir para Cádis, foi temporariamente declarado louco. Em agosto, começou o cerco francês a Cádis, que capitulou em 1º de outubro, após a promessa real de segurança para aqueles que haviam defendido a Constituição. Todas as alterações no Triênio liberal; por exemplo, os privilégios das mansões e majores foram restaurados, com a única exceção da supressão da Inquisição. Fernando aboliu todas as medidas aprovadas pelos governos liberais e proclamou que durante os três anos que ele teve que compartilhar o poder com eles, ele não teve liberdade. A vitória francesa significou a restauração da monarquia absoluta. Os liberais tiveram que se exilar para evitar perseguições. Fernando voltou a Madri em uma marcha triunfal que repetia, na direção oposta, o caminho que fora forçado pelo governo liberal. Paradoxalmente, os franceses, que o restabeleceram à autoridade absoluta, passaram a desempenhar um papel moderador na política de Fernando e instaram-no a conceder certas reformas. Para garantir o trono de Fernando, os franceses mantinham um grupo de guarnições no país, o que também exercia um efeito moderador sobre o absolutismo do rei.

### Absolutismo e reformismo moderado
Assim começou seu último período de reinado, a chamada "Década Agourenta" (1823-1833), na qual houve uma repressão muito severa aos elementos liberais, acompanhada pelo fechamento de jornais e universidades (primavera de 1823). Uma das vítimas dessa repressão foi Juan Martín Díez, o "Empecinado", que havia lutado a favor de Fernando VII durante a guerra de independência, mas que foi executado em 1825 por sua posição liberal. O Decreto Real de 1º de agosto de 1824 "proibiu" absolutamente na Espanha e nas Índias as sociedades de maçons e quaisquer outras sociedades secretas. Paradoxalmente, uma das primeiras medidas do novo governo absolutista foi a criação do Conselho de Ministros, que nos primeiros anos mostrou pouca coesão e poder, mas que era uma novidade no sistema de governo.

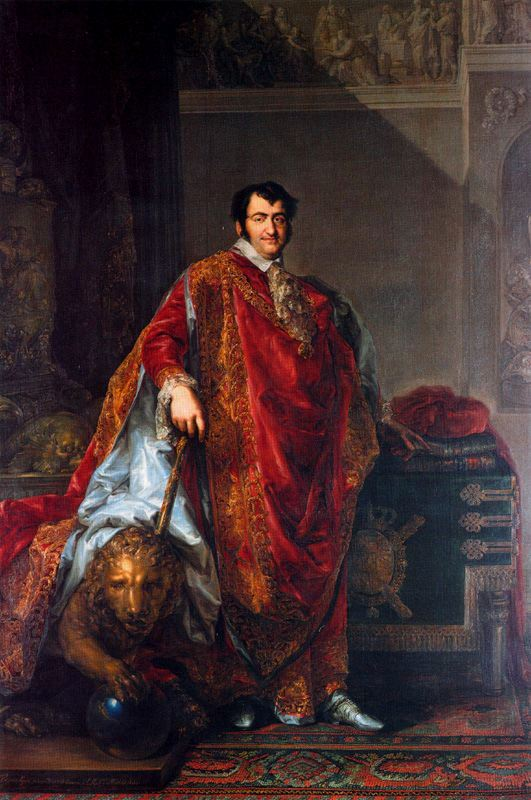
Fernando VII com o hábito da Ordem do Tosão de Ouro. Por Vicente López Portaña, 1831.

As tentativas liberais de recuperar o poder, ocorridas no último estágio do reinado (em 1824, 1826, 1830 e 1831), falharam. Juntamente com a repressão dos liberais, no entanto, também foram realizadas uma série de reformas moderadas que modernizaram parcialmente o país e proporcionaram o fim do Antigo Regime e o estabelecimento do Estado liberal, que foi consumado após a morte de Fernando. Além da criação do Conselho de Ministros, em 1828 ocorreu a publicação do primeiro orçamento do estado. Para favorecer o aumento da riqueza nacional e a escassa renda do estado, foi criado o Ministério do Desenvolvimento, com pouco sucesso. A mudança na Secretaria de Estado, que passou para Francisco Cea Bermúdez em julho de 1824 foi um freio nas reformas. No ano seguinte, acentuou-se a perseguição da oposição liberal, a formação de órgãos voluntários realistas e a criação dos primeiros conselhos religiosos, substitutos da Inquisição desaparecida. Em novembro de 1824, no entanto, as universidades foram reabertas, dotadas de um plano de ensino comum. O ensino primário também foi regulamentado. A atitude moderada dos franceses e a temperança de Cea Bermúdez decepcionaram os monarquistas mais extremos, que ficaram desiludidos com a situação após a derrota liberal de 1823 e começaram a formar uma oposição ao governo a partir de 1824. As Revoltas absolutistas foram instigadas pelo clero e pelos apoiadores do Infante Carlos Maria Isidro, irmão de Fernando, que emergia como sucessor. As várias conspirações a favor do Infante Dom Carlos falharam e as investigações das tramas sempre evitaram investigar o irmão do rei.
O desaparecimento prático do Império Espanhol também foi consumado. Em um processo paralelo ao da península após a invasão francesa, a maioria dos territórios americanos declarou sua independência e iniciou um caminho tortuoso em direção às repúblicas liberais (Santo Domingo também declarou sua independência, mas logo depois foi ocupada pelo Haiti). Apenas as ilhas do Caribe de Cuba e Porto Rico, juntamente com as Filipinas, as Marianas (incluindo Guam) e as Carolinas, no Pacífico, permaneceram sob o domínio espanhol.
Em 1829, uma expedição deixou Cuba com a intenção de reconquistar o México sob o comando do almirante Isidro Barradas. A empreitada foi finalmente derrotada pelas tropas mexicanas.
Em 1827, ele teve que reprimir uma revolta na Catalunha. O descontentamento dos monarquistas pela distribuição de cargos e favores após a restauração absolutista de 1823, a queda nos preços agrícolas que alimentaram o desconforto dos camponeses e a rejeição da presença de tropas francesas na região favoreceram a causa do pretendente Dom Carlos. A maioria dos manifestantes eram pessoas simples, cansadas dos abusos da administração, que eram usados pelos ultraconservadores. Embora tardia, a resposta do governo foi eficaz. Em setembro de 1827, o conde da Espanha recebeu o comando de um exército de vinte mil soldados para esmagar a revolta e Fernando se preparou para visitar a região. No final do mês, ele chegou a Tarragona e em outubro os rebeldes entregaram suas armas. Nas semanas seguintes, as unidades francesas evacuaram o território e, em 3 de dezembro, Fernando chegou a Barcelona. permaneceu nele até a primavera; em abril, ele voltou a Madri, visitando várias cidades do nordeste do país no caminho.
O fracasso da revolta deu ao governo alguma estabilidade, que então empreendeu uma série de reformas: em outubro de 1829, aprovou o código comercial; Nesse mesmo ano, um corpo de policiais das costas e fronteiras foi criado para tentar impedir o abundante contrabando e Cádis recebeu o status de porto livre, para compensar o declínio no comércio com a América. Nos últimos anos de reinado, foram delineados o projeto para a criação do banco de San Fernando e a Lei Orgânica da Bolsa de Valores.
Em outubro de 1830, as tropas reais frustraram uma nova tentativa de invasão liberal, desta vez da França, liderada, entre outros, por Espoz e Mina. O mesmo aconteceu com o projeto Torrijos, de Gibraltar, no ano seguinte.
Durante seu reinado, ele concedeu, entre títulos da Espanha e das Índias, cento e vinte e três títulos nobres, dos quais vinte e dois grandes da Espanha.

### A Sucessão de Fernando VII
A morte da rainha Maria Josefa, em 18 de maio de 1829, e a má saúde do rei pareciam favorecer as aspirações de seu irmão, Dom Carlos, ao trono, que os monarquistas mais exaltados desejavam. O Infante era o herdeiro, caso o rei morresse sem descendentes. Fernando, no entanto, optou por se casar imediatamente pela quarta vez, com sua sobrinha Maria Cristina, irmã de sua cunhada, Luísa Carlota, esposa de seu irmão Francisco de Paula. O casamento foi celebrado em 9 de dezembro de 1829. Em 10 de outubro do ano seguinte, nasceu o herdeiro do trono, Isabel. Ele teve outra filha, Infanta Luísa Fernanda em 1832.

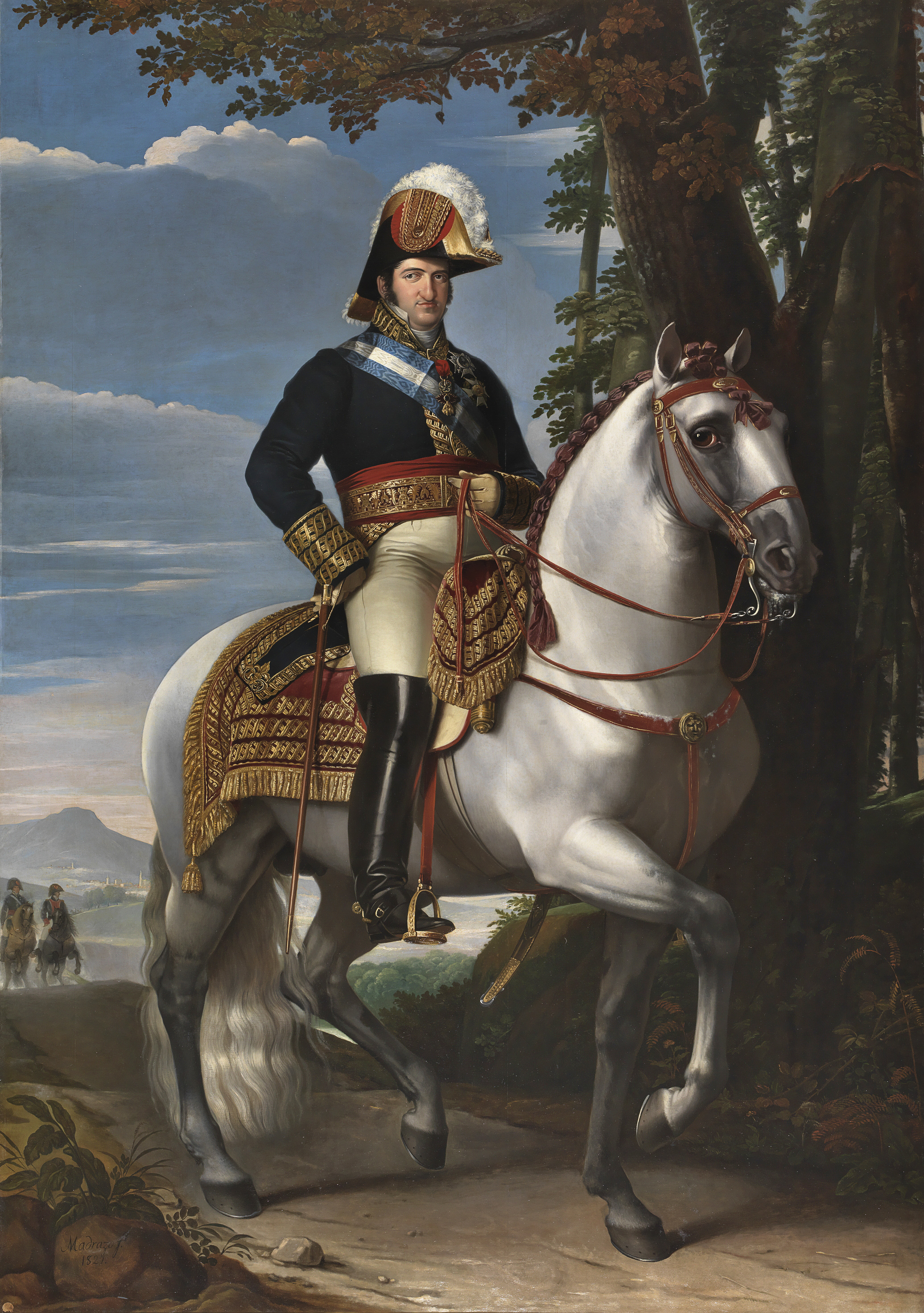
Fernando VII a cavalo, por José de Madrazo y Agudo.

Em 31 de março de 1830, Fernando promulgou a Sanção Pragmática, aprovada em 30 de setembro de 1789, sob Carlos IV, mas que não havia sido efetivada por razões de política externa. Os pragmáticos afirmavam que, se o rei não tivesse herdeiro masculino, herdaria a filha mais velha. Na prática, isso excluiu o Infante Carlos Maria Isidro da sucessão, pois se era menino ou menina nascido seria o herdeiro direto do rei. Desse modo, sua filha Isabel (a futura Isabel II), nascida logo em seguida, foi reconhecida como herdeira da coroa, para o grande desgosto dos apoiadores de Dom Carlos, irmão do rei.
Em 1832, quando o rei estava gravemente doente em La Granja, os cortesões a favor do Infante conseguiram que Fernando VII assinasse um decreto que revogava a sanção pragmática. Com a melhoria da saúde do rei, o governo de Francisco Cea Bermúdez, que substituiu imediatamente o anterior e contou com os liberais e os reformistas, colocou-a novamente em vigor no final do ano. Seu trabalho principal era garantir a sucessão de Isabel e frustrar as esperanças de Dom Carlos. Para garantir a autoridade real, Fernando, ainda convalescente, delegou-a à esposa em 6 de outubro. Depois disso, Dom Carlos foi para Portugal. Enquanto isso, Maria Cristina, nomeada regente durante a grave doença do rei (a herdeira Isabel tinha apenas três anos de idade na época), iniciou uma abordagem em relação aos liberais e concedeu uma ampla anistia aos liberais exilados, prenunciando a virada política em direção ao liberalismo que ocorreria após a morte do rei. As tentativas dos apoiadores de seu irmão de tomar o poder, no final de 1832 e no início de 1833, falharam. Após uma recuperação surpreendente, mas breve, no início de 1833, Fernando morreu sem filhos varões em 29 de setembro. Ele estava doente desde julho e foi enterrado em 3 de outubro, no mosteiro El Escorial. O Infante Carlos, junto com outros monarquistas que consideravam o herdeiro legítimo o irmão do rei e não a filha mais velha, revoltou-se e a primeira guerra carlista começou. Com isso, Carlismo surgiu.

#### Legado
A Espanha mudou intensamente durante o reinado de Fernando VII. O Antigo Regime, caracterizado pelo poder quase absoluto do monarca foi dando lugar à monarquia liberal, apesar da forte oposição de Fernando; o poder do rei era limitado e a soberania passada para a nação. A ideologia liberal foi também começou a afetar a economia, até então bastante rígida e controlada pelo estado. A burguesia emergiu como um próspero grupo social e motor econômico.
O país perdeu quase todos os territórios americanos e com eles seu papel como a principal potência. A atitude do rei foi uma oposição vã às correntes reformadoras e revolucionárias da época. Sua imobilidade econômica, política e social aumentou as graves crises que atingiram o país durante o reinado. Ele também falhou em conciliar partidários de mudanças radicais e aqueles que preferiram preservar os costumes antigos, cada vez mais confrontados.

## Casamentos e filhos
Mesmo infeliz na política, foi ainda mais infeliz nos quatro casamentos.
- Casou-se pela primeira vez em 6 de outubro de 1802 em Barcelona com sua prima Maria Antônia de Nápoles e Sicília. Era princesa de Bourbon-Duas Sicílias, filha de Fernando IV de Nápoles mais tarde Fernando I das Duas Sicílias e de sua esposa a arquiduquesa Maria Carolina da Áustria. O casamento foi duplo, pois o príncipe herdeiro Francisco casava também com a irmã de Fernando, a infanta Maria Isabel. A noiva entrou em Madrid em grandes festas. Eram alianças para unir a Espanha e as Duas Sicílias no panorama internacional, quando o poder da França napoleônica aumentava. Ela sofreu dois abortos espontâneos e morreu sem herdeiros.
- Casou-se pela segunda vez em Madrid em 29 de setembro de 1816 com sua sobrinha a infanta de Portugal Maria Isabel de Bragança, filha do rei D. João VI e de Carlota Joaquina. Eram outra vez bodas duplas, pois o infante Carlos Maria, irmão do rei, casava com outra infanta de Portugal, Maria Francisca. Chegaram a Cádiz vindas do Brasil, onde a corte portuguesa estava sediada. Isabel tinha físico decepcionante, era gorda e sem dote (embora devido à situação de guerra com a França de Napoleão Bonaparte, todas as casas reais europeias estavam sem dinheiro). No entanto muito culta e detentora de extrema bondade. Foi a fundadora do Museu do Prado, sendo recordada por esse facto por todos os espanhóis. Os monarcas tiveram duas filhas, mas infelizmente uma morreu aos 4 meses de idade e a outra nasceu morta. É recordada ainda hoje pelos espanhóis como a "rainha que morreu duas vezes".
- Casou-se pela terceira vez em Madrid em 20 de outubro de 1819 com Maria Josefa da Saxónia (nascida em Dresden em 1803 e morta em 1829 em Aranjuez, aos 25 anos). Tinha 16 anos e era filha de Maximiliano, Príncipe Hereditário da Saxônia (1759-1838) e de Carolina de Parma. Casava de novo aos 34 anos, tinha gota, abusava do consumo do tabaco, a coroa não tinha herdeiro direto. As ruas de Madrid se adornaram para receber a noiva, criada num convento, o que desagradou ao rei. Recém-saída do convento, viveram afastados. Mas ela viveu ainda dez anos casada, e no final da década de 1820 o rei ainda não tinha um herdeiro direto. Seu irmão o Infante Carlos Maria, mais reacionário ainda do que ele, já se sentia sobre o trono. Frustrou-se, e seus partidários, quando Fernando VII aos 45 anos, velho e doente, decidiu casar pela quarta vez.
- Casou-se pela quarta e última vez Madrid em 11 de dezembro de 1829 com sua sobrinha a princesa de Bourbon-Duas Sicílias Maria Cristina de Bourbon, filha de seu cunhado Francisco I e de sua irmã, a infanta Maria Isabel de Espanha — a que tinha uma indecente semelhança a Manuel Godoy. Era irmã da infanta Carlota de Nápoles, casada com seu irmão o Infante D. Francisco. Nasceu afinal uma filha e depois nasceu outra e por conselho da esposa, em 1830 o rei promulgou a Pragmática Sanção, para que a filha primogênita pudesse herdar — e não seu irmão, o conde de Molina. A Sanção confirmava a revogação, por Carlos IV, da lei sálica introduzida na Espanha por Filipe V. Maria Cristina seria regente a partir de 1830.

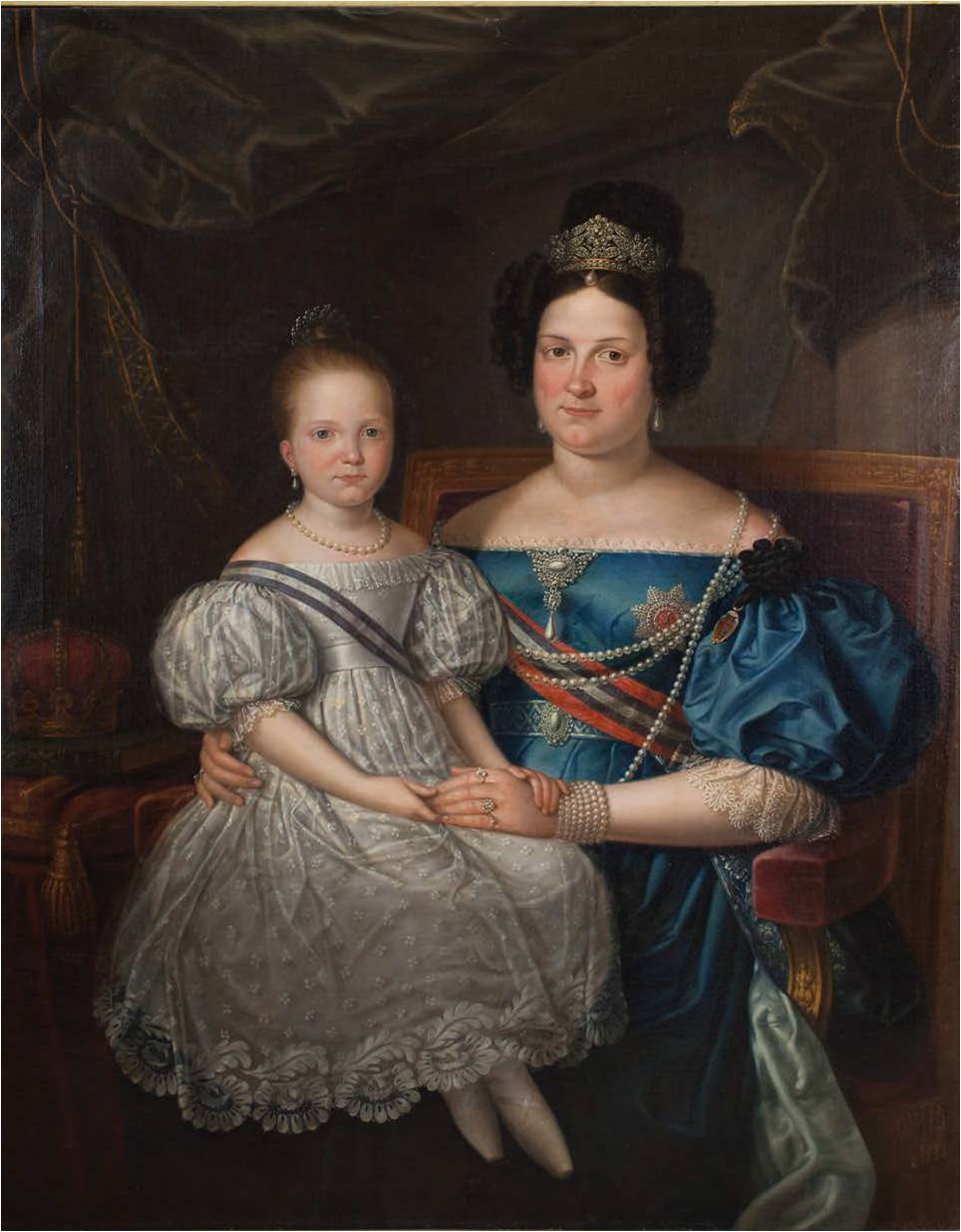
A esposa de Fernando, Maria Cristina, segurando sua filha Isabel no colo.

|                                      |                    | Nascimento             | Morte                  |
| ------------------------------------ | ------------------ | ---------------------- | ---------------------- |
| Com Maria Isabel de Bragança         |                    |                        |                        |
| 1                                    | Maria Luísa Isabel | 21 de agosto de 1817   | 9 de janeiro de 1818   |
| 2                                    | Filha natimorta    | 26 de dezembro de 1818 | 26 de dezembro de 1818 |
| Com Maria Cristina das Duas Sicílias |                    |                        |                        |
| 3                                    | Isabel II          | 10 de outubro de 1830  | 9 de abril de 1904     |
| 4                                    | Luísa Fernanda     | 30 de janeiro de 1832  | 2 de fevereiro de 1897 |